# جرارد باتلر
جرارد جیمز باتلر (به انگلیسی: Gerard James Butler) (زادهٔ ۱۳ نوامبر ۱۹۶۹) بازیگر و تهیه‌کننده فیلم اسکاتلندی است که بیشتر برای بازی در فیلم ۳۰۰ شناخته شده‌است و برای بازی در این فیلم در سال ۲۰۰۷ برندهٔ جایزهٔ بهترین مبارزه در فیلم و تلویزیون شد.

## اوایل زندگی
جرارد جیمز باتلر در ۱۳ نوامبر ۱۹۶۹ در پیزلی، رنفروشایر، اسکاتلند زاده شد. او کوچک‌ترین از میان سه فرزند مارگارت و ادوارد باتلر، یک دلال شرط‌بندی است. او از خانواده ای کاتولیک ایرلندی تبار است. خانواده باتلر هنگامی‌که شش ماه داشت به مونترال، کبک نقل مکان کردند. پس از طلاق، مادرش کبک را ترک کرد و به همراه جرارد ۱۸ ماهه به اسکاتلند بازگشت.
باتلر در دبیرستان سنت میرین و سنت مارگارت در پیزلی تحصیل کرد و در دانشکده حقوق دانشگاه گلازگو پذیرفته شد. در نوجوانی در تئاتر جوانان اسکاتلند نیز حضور داشت. باتلر پدرش را تا ۱۶ سالگی ندید، تا هنگامی که ادوارد باتلر برای دیدار او را به یک رستوران در گلاسکو دعوت کرد. پس از این جلسه، باتلر ساعت‌ها گریه کرد و بعداً یادآوری کرد: «آن احساسات به من نشان داد که تا چه اندازه درد می‌تواند در تن شما بنشیند؛ درد و غم و اندوهی که شما نمی‌دانید دارید تا زمانی که از میان برود.» باتلر پس از این دیدار به پدرش نزدیک شد.
در هنگام دانشجویی، او رئیس انجمن حقوق دانشگاه بود، باتلر بعداً اظهار داشت که «راهم را زیرکانه به آنجا باز کرده بودم». او همچنین در یک گروه راک به نام اسپید آواز می‌خواند. در زمانیکه که باتلر دانشجوی ۲۲ ساله بود، پدرش به سرطان مبتلا شد و درگذشت. وی دربارهٔ این دوره از زندگی خود گفته‌است: «من از یک ۱۶ ساله چشم انتظار شور زندگی به یک ۲۲ ساله که برایش اهمیتی نداشت اگر در خواب بمیرد، رسیدم.»
پیش از سال پایانی دانشکده حقوق، باتلر یک سال مرخصی از تحصیل گرفت و آن سال را با زندگی درکالیفرنیا گذراند. او بیشتر در ساحل ونیز زندگی می‌کرد، در مشاغل مختلف کار می‌کرد، اغلب مسافرت می‌کرد و به گفته وی، بیش از اندازه می می‌نوشید، در یک مقطع به دلیل رفتارهای اخلالگرانه مرتبط با الکل دستگیر شد. بعدها باتلر آن سال را اینگونه توصیف کرد: "من در کنترل نبودم و با این عقیده که" من جوان هستم، زندگی را توجیه می‌کردم. این من هستم که پرهیاهو و رام نشدن است. " پس از گذراندن دوران تعطیل در آمریکا، او به اسکاتلند بازگشت تا سال آخر خود را در دانشکده حقوق بگذراند. باتلر در زمان کودکی جراحی ای در گوش داشت که اثر آن به‌صورت گوش گل کلمی در او بجا ماند. او هنوز از وزوز گوش رنج می‌برد و توان شنوایی او در گوش راست کم است.

## زندگی شخصی
از اکتبر ۲۰۱۱، باتلر گاه در لس آنجلس و گاه گلاسگو زندگی می‌کند. و برای خرید قلعه ای در اسکاتلند ابراز علاقه کرده‌است.
باتلر در مصاحبه‌ها گفته‌است که الکل نمی‌نوشد. در فوریه ۲۰۱۲، اعلام شد که وی دوره درمان سوء مصرف مواد مسکن را در یک مرکز توانبخشی به پایان رسانده‌است. این مسئله پس از نگرانی او از اینکه وی به داروهای مسکن وابستگی پیدا کرده بود، این وابستگی با درگیری در یک حادثه موج‌سواری در هنگام فیلمبرداری از تعقیب و گریز ماوریکس، افزایش یافته بود.
در سال ۲۰۱۱ باتلر در یک بازی خیریه برای سلتیک اف سی، یک باشگاه فوتبال که از کودکی از آن حمایت می‌کرد، بازی کرد.
یک سال بعد او در یک فیلم هالیوودی به نام بازی برای یادگاری نقش کسی را که بازیکن پیشین سلتیک بوده‌است، بازی کرد. در اوت ۲۰۱۳، او سهام تیم کریکت جامائیکا تالاواهس، که بخشی از لیگ برتر کارائیب Limacol (CPL) است را خریداری کرد.
باتلر از سال ۲۰۱۰ حامی مؤسسه خیریه وعده‌های غذایی مری بوده‌است. وی در سال ۲۰۱۴ از برنامه خیریه توسعه بین‌المللی در لیبریا بازدید کرد.
در سال ۲۰۱۸ باتلر در مراسمی برای جمع‌آوری کمک مالی شرکت کرد که گروه دوستان ارتش اسرائیل (FIDF) برگزار کرده بودند، و برای ارتش اسرائیل ۶۰ میلیون دلار جمع‌آوری کرد.
در نوامبر سال ۲۰۱۸، خانه باتلر در آتش‌سوزی ویران شد. این بازیگر ویدئویی از خسارت وارده را در رسانه‌های اجتماعی پخش کرد.

## گزیده فیلم‌شناسی
پس از تحصیل در رشته حقوق، باتلر در اواسط دهه ۱۹۹۰ با نقش‌های کوچک در کارهایی چون خانم براون (۱۹۹۷)، فیلم جیمز باند فردا هرگز نمی‌میرد (۱۹۹۷) و افسانه مومیایی (۱۹۹۸) به بازیگری پرداخت. در سال ۲۰۰۰، او به عنوان دراکولا در فیلم ترسناک دراکولا ۲۰۰۰ با کریستوفر پلامر و جانی لی میلربازی کرد.
وی در مجموعه تلویزیونی آتیلا (۲۰۰۱) در نقش آتیلا هون بازی کرد و در فیلم‌های سلطنت آتش با کریستین بیل (۲۰۰۲) و لارا کرافت مهاجم مقبره: گهواره حیات با آنجلینا جولی (۲۰۰۳) همبازی شد. سپس در نقش آندره مارک در فیلم مسیر زمان در اقتباس از داستان علمی تخیلی ماجراجویانه مایکل کریچتون (۲۰۰۳) ظاهر شد. او همچنین در نقش اریک در فیلمی از جوئل شوماخر در سال ۲۰۰۴ به نام شبح اپرا در کنار امی روسوم به ایفای نقش پرداخت. او برای بازی دراین نقش نامزد دریافت جایزه ستلایت برای بهترین بازیگر نقش اول مرد شد.
باتلر بیشتر به خاطر ایفای نقش پادشاه لئونیداس در فیلم فانتزی جنگی ۳۰۰ زاک اسنایدر شناخته شده‌است. این نقش نامزد دریافت جایزه امپایر برای بهترین بازیگر نقش اول مرد و جایزه ستورن برای بهترین بازیگر نقش اول مرد و یک جایزه بهترین فیلم در فیلم MTV شد. در سال ۲۰۱۰، او نقش استویک را در فیلم انیمیشن اکشن-فانتزی چگونه اژدهای خود را تربیت کنیم، نقشی که او بعداً در بخش دوم و سوم این فیلم چگونه اژدهای خود را تربیت کنیم ۲ (۲۰۱۴) و چگونه اژدهای خود را تربیت کنیم: دنیای پنهان (۲۰۱۹) تکرار کرد، او همچنین در دهه ۲۰۱۰ میلادی، در نقش مایک بنینگ، مأمور سرویس مخفی را در اکشن مهیج المپوس سقوط کرده‌است، لندن سقوط کرده‌است، و انجل سقوط کرده‌است ظاهر شده‌است. وی در سال ۲۰۱۱ در فیلم کوریولانوس، تولوس آوفییدیوس، در نقش رهبر نظامی بازی کرد که اقتباسی امروزی از تراژدی شکسپیر با همین نام بود. او همچنین در نقش سم چودرز در اکشن زندگی‌نامه‌ای کشیش تیربار سال ۲۰۱۱ بازی کرده‌است.
- هپی گیلمور (۱۹۹۶)
- خانم براون (۱۹۹۷)
- افسانه مومیایی (۱۹۹۸)
- باغ آلبالو (۱۹۹۹)
- دراکولا ۲۰۰۰ (۲۰۰۰)
- گوهر بیابان (۲۰۰۱)
- تیراندازها (۲۰۰۲)
- سلطنت آتش (۲۰۰۲)
- مسیر زمان (۲۰۰۳)
- لارا کرافت مهاجم مقبره: گهواره حیات (۲۰۰۳)
- شبح اپرا (۲۰۰۴)
- فرانکی عزیز (۲۰۰۵)
- بازی زندگی آن‌ها (۲۰۰۵)
- بیوولف و گرندل (۲۰۰۶)
- پروانه‌ای روی چرخ (۲۰۰۷)
- راکنرولا (۲۰۰۸)
- بازیگر (فیلم۲۰۰۹)
- شهروند مطیع قانون (۲۰۰۹)
- سریال تلویزیونی آتیلا
- پی‌نوشت: دوستت دارم (فیلم) (۲۰۰۷)
- جزیره نیم (۲۰۰۸)
- گیمر (۲۰۰۹)
- حقیقت زشت (۲۰۰۹)
- وسواس (۲۰۰۹)
- شکارچی جایزه‌بگیر (۲۰۱۰)
- چگونه اژدهای خود را تربیت کنیم (۲۰۱۰)
- کوریولانوس (۲۰۱۱)
- واعظ مسلسل به دست (۲۰۱۱)
- قلب‌های تقصیرکار (۲۰۱۱)
- بازی برای یادگاری (۲۰۱۲)
- تعقیب تک‌موج‌ها (۲۰۱۲)
- فیلم ۴۳ (۲۰۱۳)
- المپیوس سقوط کرده‌است (۲۰۱۳)
- چگونه اژدهای خود را تربیت کنیم ۲ (۲۰۱۴)
- مرد خانواده (۲۰۱۶)
- خدایان مصر (۲۰۱۶)
- لندن سقوط کرده‌است (۲۰۱۶)
- طوفان جهانی (۲۰۱۷)
- ناپدید شدن (۲۰۱۸)
- قاتل شکارچی (۲۰۱۸)
- کمینگاه دزدان (۲۰۱۸)
- انجل سقوط کرده‌است (۲۰۱۹)
- چگونه اژدهای خود را تربیت کنیم: دنیای پنهان (۲۰۱۹)
- گرینلند (۲۰۲۰)
- کاپ شاپ (۲۰۲۱)
- آخرین لحظه زندگی (۲۰۲۲)
- هواپیما (۲۰۲۳)
- قندهار (۲۰۲۳)
- کمینگاه دزدان ۲: پنترا (۲۰۲۴)
- نایا افسانه دلفین طلایی (۲۰۲۵) - صداپیشه
- چگونه اژدهای خود را تربیت کنیم (۲۰۲۵)
- در دست دانته (۲۰۲۵)
- تعطیلات آل‌آستار (آینده)